# Tadeusz Wolsza

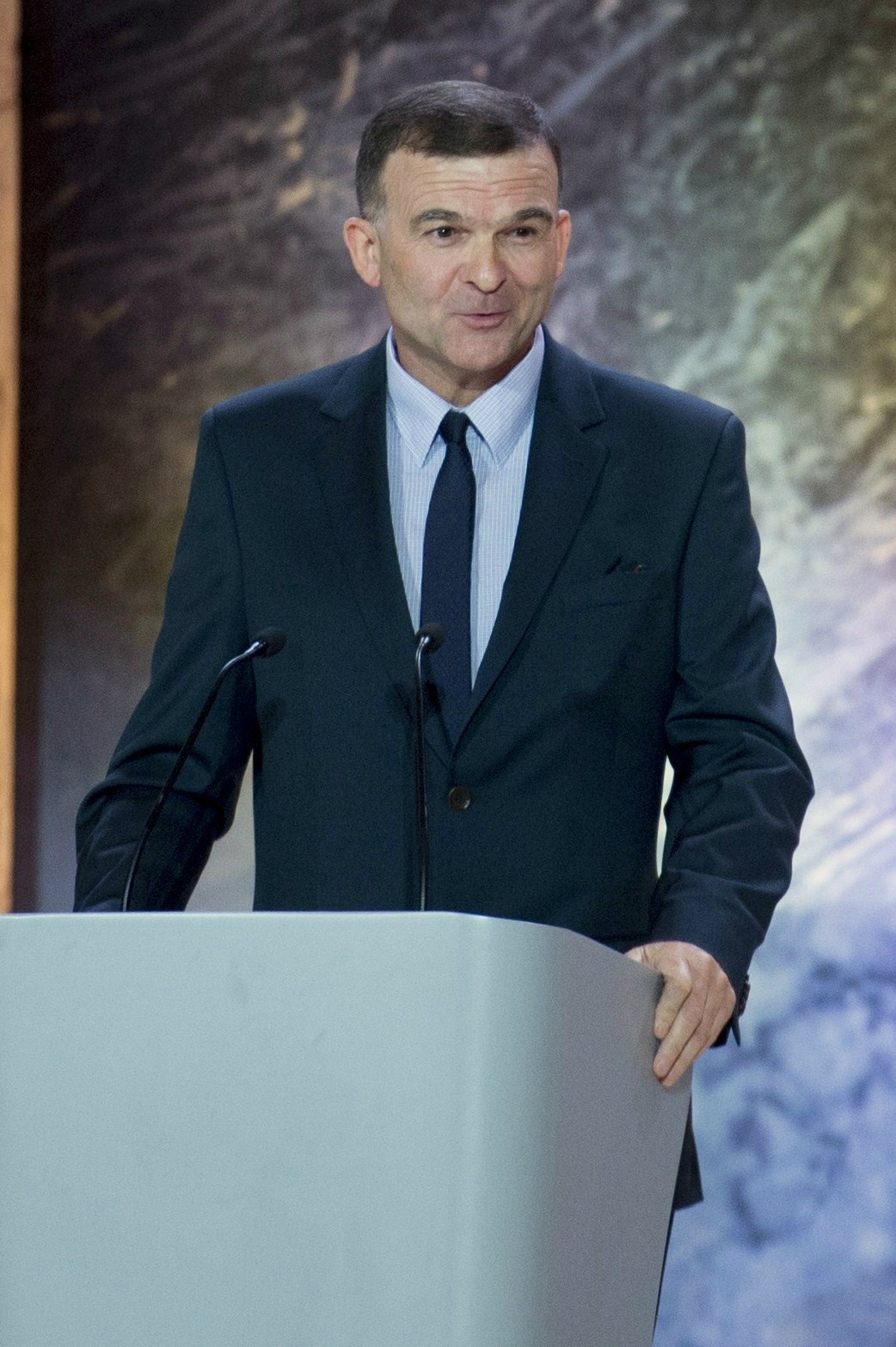
Tadeusz Wolsza (2017)

Tadeusz Wojciech Wolsza (* 13. Mai 1956 in Oława) ist ein polnischer Historiker und Politologe.

## Leben
Wolsza studierte Geschichte und Politologie an der Universität Breslau, wo er 1979 seine Magisterarbeit in Geschichte und 1981 in Politologie ablegte. In den 1980er Jahren begann er am Historischen Institut der Polnischen Akademie der Wissenschaften (PAN) in Warschau zu arbeiten. 1987 promovierte und 1999 habilitierte er sich an diesem Institut.
Im Jahr 2011 wurde er vom polnischen Sejm in den Rat des Instituts für Nationales Gedenken (IPN) berufen.
Wolsza ist Autor zahlreicher Artikel und mehrerer Bücher zur polnischen Nachkriegsgeschichte seit 1945.

## Schriften (Auswahl)
- Arcymistrzowie, mistrzowie, amatorzy... Słownik biograficzny szachistów polskich (t. I–V), DiG, Warszawa 1995–2007.
- Dziennikarze władzy, władza dziennikarzom : aparat represji wobec środowiska dziennikarskiego 1945–1990 (współredaktor), IPN, Warschau 2010.
- Najdorf: z Warszawy do Buenos Aires, Penelopa, Warschau 2010.
- Rząd RP na obczyźnie wobec wydarzeń w kraju 1945–1950, DiG, Warschau 1998.
- W cieniu Wronek, Jaworzna i Piechcina... 1945–1956: życie codzienne w polskich więzieniach, obozach i ośrodkach pracy więźniów, Instytut Historii PAN, Warszawa 2003
- Więzienia stalinowskie w Polsce. System – codzienność – represje, Wydawnictwo RM, Warschau 2013.
- Za żelazną kurtyną, Neriton, Warszawa 2005
- Encounter with Katyn. The wartime and postwar story of the Poles who saw the Katyn site in 1943. Translation: Teresa Bałuk-Ulewiczowa. Carolina Academic Press, Durham/NC 2018.